# Von-Galen-Straße 101 (Mönchengladbach)

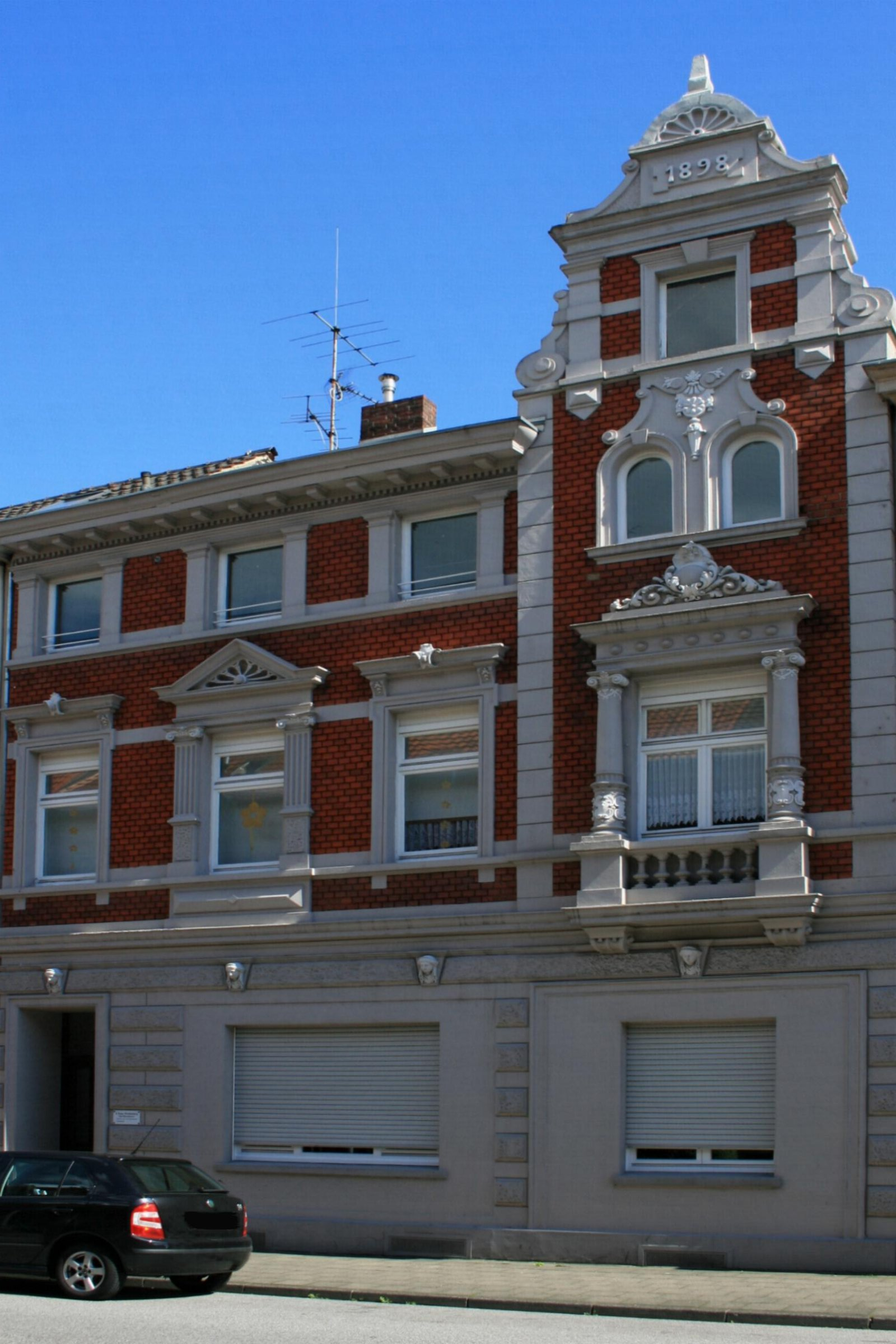
Wohnhaus (2010)

Das Wohnhaus Von-Galen-Straße 101 steht im Stadtteil Rheydt in Mönchengladbach (Nordrhein-Westfalen).
Das Gebäude wurde 1898 erbaut und unter Nr. V 002 am 4. Dezember 1984 in die Denkmalliste der Stadt Mönchengladbach eingetragen.

## Architektur
Das Wohnhaus Nr. 101 gehört mit den Häusern Nr. 99, 103, 105 und 107 zu einer Restgruppe von historischen Gebäuden in der von-Galen-Straße. Es handelt sich um ein dreigeschossiges ehemaliges Wohngeschäftshaus mit ausgebautem Dachgeschoss im Mezzaningeschoss aus dem Jahre 1898.